# Die Kleine Elisabeth
Die Kleine Elisabeth (geboren rond 1959 als Elisabeth Bertram) was een Duitse peuter, populair als zanger van Babysitter-Boogie met Ralph Bendix tussen 1961 en 1963.

## Biografie
Die Kleine Elisabeth werd rond 1959 geboren als Elisabeth Bertram. Haar vader was de Duitse producer, filmschrijver en piloot Hans Bertram en haar moeder was de Luxemburgse radiopresentatrice en tekstdichteres Elisabeth Bertram (ook bekend als Lilibert), de tweede vrouw van Hans.
In 1961 scoorde Elisabeth samen met Ralf Bendix een #1-hit in Duitsland met Babysitter-Boogie, een cover van de Amerikaan Buzz Clifford. De tekst van dat nummer wordt gezongen door Bendix en Elisabeth brabbelt, schaterlacht en huilt in de pauzes die in het nummer vallen. In Nederland bereikt die single de vierde plaats in de hitparade.
In Nederland bleef het bij die ene hit. In Duitsland dook Die Kleine Elisabeth ruim anderhalf jaar later weer op. In 1962 speelde de Duitse zanger Will Brandes handig in op de uit Amerika overgewaaide twistrage met de single Baby-Twist. Qua opbouw was deze gelijk aan de Babysitter-Boogie van Ralf Bendix: Will Brandes zingt het lied en waar de stiltes vallen is het gebrabbel en gekrijs van een baby te horen. Voor deze noveltyplaat werd ook de stem van Elisabeth gebruikt. Inmiddels kan ze wel al een beetje praten. Zo zegt ze onder andere "Papa komm, Papa komm." Het nummer haalt de tweede plaats in de Duitse hitlijst. Een opvallend feit is dat vlak na de Baby-Twist Ralf Bendix ook met een twistplaat komt: Babysitter-Twist. Deze wordt echter niet met Elisabeth opgenomen, maar met een anomieme Twist-Baby en de hond Waldi.
Die Kleine Elisabeth weet in 1963 nog een derde Duitse top-10 hit te scoren, wederom met Will Brandes. De single Baby-Babbel-Bossa-Nova komt in december van dat jaar tot #9 in de Duitse hitlijst. Daarna is Elisabeth niet meer in de publiciteit teruggekeerd.
Elisabeth was overigens niet de enige dochter van Hans Bertram die al op jonge leeftijd aan het werk werd gezet. Elisabeths halfzus Barbara Bertram speelde op 4-jarige leeftijd al een rol in de film van haar ouders: Eine große Liebe. Háár moeder, Hans' eerste vrouw, was de Duitse actrice Gisela Uhlen.

## Discografie

### Singles
| Single met hitnotering(en) in oude hitlijsten | Datum van verschijnen | Datum van binnenkomst | Hoogste positie | Aantal maanden | Opmerkingen     | Bron |
| --------------------------------------------- | --------------------- | --------------------- | --------------- | -------------- | --------------- | ---- |
| Babysitter-Boogie                             |                       | apr 1961              | 4               | 7M             | met Ralf Bendix |      |